# Trevelmond
Trevelmond – wieś w Anglii, w południowo-wschodniej Kornwalii, w civil parish St Pinnock, położona na zachód od miasta Liskeard.
We wsi znajduje się kościół metodystyczny.